# Зерноуборочный комбайн
Зерноубо́рочный комба́йн — сложная зерноуборочная машина (жнея-молотилка), выполняющая последовательно непрерывным потоком и одновременно: срезание зерновой культуры, подачу её к молотильному аппарату, обмолот зерна из колосьев, отделение его от вороха и прочих примесей, транспортировку чистого зерна в бункер и механическую выгрузку из него.
Одна из важнейших сельскохозяйственных машин, способная выполнять сразу несколько различных операций. Например, зерноуборочный комбайн срезает колосья, выбивает из колосков зёрна и очищает зёрна струёй воздуха. Сложная машина выполняет функции трёх простых — жатки, молотилки и веялки.
К зерноуборочным комбайнам выпускаются дополнительные приспособления, позволяющие собирать разные сельскохозяйственные культуры.

## История комбайна икомбайностроения
В 1826 году в Шотландии изобретатель преподобный Патрик Белл разработал — но не запатентовал — жатвенную машину, в которой использовался принцип ножниц для срезания растений; этот принцип используется и сегодня. Машину Белла толкали лошади. Несколько машин Белла были доступны в Соединённых Штатах. В 1834 году в США Хайрам Мур построил и запатентовал первый зерноуборочный комбайн, который мог жать, молотить и обмолачивать зерно. Ранние версии комбайнов тянули упряжки лошадей, мулов или волов. В 1835 году Мур построил полномасштабный вариант длиной 5,2 м (17 футов) и шириной среза 4,57 м (15 футов); в 1839 году одной машиной за один раз было собрано более 20 га (50 акров) урожая. Этот комбайн тянули 20 лошадей, которыми полностью управляли рабочие. К 1860 году на американских фермах использовались комбайны с шириной жатки в несколько метров.
В 1868 году Андрей Романович Власенко построил комбайн в Российской империи.
Построенный в 1875 году в Калифорнии комбайн конструкции D. С. Peterson, нашёл себе значительно большее применение, чем комбайны других изобретателей.
В 1890 году заводским изготовлением комбайнов занимались уже 6 фирм (в том числе Holt), которые выпускали комбайны для продажи. Комбайны этого типа хотя и были очень близки в основном по принципиальной схеме к современным машинам, но резко отличались от последних своим оформлением. Все калифорнийские комбайны выполнялись, главным образом из дерева, имели большой захват режущего аппарата. Передвижение комбайна по полю осуществлялось, главным образом, лошадьми и мулами, которых требовалось до 40 голов, рабочие органы приводились в движение с помощью передач, от ходовых колёс, а с 1889 — от специальной паровой машины. Все это приводило к чрезмерной громоздкости комбайнов и их вес иногда доходил до 15 т.
В конце 1880-х годов на Тихоокеанском побережье США работало около 600 комбайнов калифорнийского типа. В начале 1890-х годов с целью замены живой тяги механической в качестве двигательной силы начали применять паровые самоходы, от которых в дальнейшем перешли к тягачам-тракторам с двигателем внутреннего сгорания.
Первый комбайн фирмы Holt с 36-футовым (11 м) режущим аппаратом в комплекте со 120-сильным паровым самоходом с отдельным вспомогательным паровым двигателем на раме комбайна был выпущен в 1905 году. В 1907 году той же фирмой Holt на комбайн был установлен двигатель внутреннего сгорания.
| Годы | Производство | Продано в США | Экспортировано |
| ---- | ------------ | ------------- | -------------- |
| 1914 | 30           | 30            | —              |
| 1920 | 3627         | 2717          | 929            |
| 1923 | 4000         | н. д.         | н. д.          |
| 1924 | 5600         | н. д.         | н. д.          |
| 1925 | 5100         | н. д.         | н. д.          |
| 1926 | 11760        | 6277          | 4707           |
| 1927 | 18300        | 30            | н. д.          |
| 1928 | ~27800       | 21000         | 6800           |
| 1929 | 36900        | н. д.         | ~6800          |
| 1930 | 24400        | н. д.         | н. д.          |
| 1931 | 5801         | н. д.         | н. д.          |
| 1932 | 4000         | н. д.         | н. д.          |
| 1933 | 300          | н. д.         | 405            |
| 1935 | 4000         | 6000          | 500 (1934)     |

Применение в последующие годы более надёжных материалов, совершенных механизмов и лёгких бензиновых двигателей с большим числом оборотов значительно снизило вес комбайна, уменьшило их стоимость и сделало их более доступными для применения в сельском хозяйстве. Однако, эта совершенная машина, несмотря на её громадные преимущества, стала достоянием только крупных хозяйств США, массе же мелких фермеров приобретение и применение комбайнов было недоступно.
Только с 1926 года началось относительно широкое внедрение комбайнов в сельскохозяйственном производстве США. Развитие зернового хозяйства США и высокие цены на хлеб при дороговизне рабочих рук в сельском хозяйстве влияли как на развитие производства комбайнов, так и на их внедрение.
Тем не менее расцвет комбайностроения в США продолжался всего несколько лет. В это время в США лишь 14—15 % фермерских хозяйств использовали комбайны. Фермерами Канады в 1928 году было куплено 3657 комбайнов. В 1929 году — 3295, в 1930—1614, а в 1931 — всего 178. Мировой экономический кризис очень сильно сказался на экспорте пшеницы и на производстве комбайнов.
Производство комбайнов, доходившее в 1929 до 37 тыс. в год, упало в 1933 до 300 шт.; многие фирмы совершенно прекратили выпуск комбайнов. Попытки внедрения комбайнов в мелкие фермерские хозяйства — главным образом, за счёт выпуска небольших комбайнов с шириной захвата до 1,5 м — вызвали лишь незначительный рост производства комбайнов.
По данным на 1930 в США насчитывалось 60 803 комбайнов, а к 1936 их число увеличилось до 70 тыс. В 1930 комбайнизацией было охвачено менее 1 % фермерских хозяйств США. Ещё меньше комбайнов в других странах: так, к 1936 в Канаде их было всего 10 500, в Аргентине — 24 800. В европейских странах число комбайнов было незначительно.
В начале 21 века появились беспилотные комбайны.

## Комбайны в СССР и России
В Россию первый комбайн был завезён фирмой Holt в 1913 году на Киевскую сельскохозяйственную выставку. Это была деревянная конструкция на одноленточном гусеничном ходу с 14-футовым (4,27 м) захватом режущего аппарата и бензиновым мотором для одновременного приведения в действие механизмов и передвижения самой машины. Комбайн испытывался на Акимовской машиноиспытательной станции, дал относительно хорошие показатели работы. Но применения в условиях сельского хозяйства России не нашёл — в 1914 году началась Первая мировая война.
Вновь к комбайну возвращаются уже в СССР. В связи с организацией крупного товарного производства в зерновых совхозах СССР в период с 1929 по 1931 организует массовый импорт комбайнов из США. Первые американские комбайны в совхозе «Гигант» блестяще выдержали испытания.
|  |

Одновременно с импортом развёртывается собственное производство. В начале 1930 года первенец советского комбайностроения завод «Коммунар» в Запорожье выпустил первые 10 советских комбайнов Коммунар, к концу года общее число произведённых комбайнов достигло 347. С 1931 года начал выпуск комбайнов Ростовский завод имени Сталина «Ростсельмаш» (комбайн «Сталинец»), в 1932 году приступил к производству завод им. Шеболдаева в Саратове (СКЗ — «Саркомбайн», затем Саратовский авиационный завод), которые были однотипны и работали по одному принципу, в то же время у «Сталинца» был больший рабочий захват (6,1 м) и некоторые конструктивные отличия. На «Коммунар» и «СКЗ» ставился бензиновый двигатель автомобильного типа ГАЗ, приспособленный для работы на комбайнах НАТИ и носящий название ФОРД-НАТИ, мощностю 28 л. с. На «Сталинец» устанавливался керосиновый двигатель тракторов СТЗ и ХТЗ мощностью 30 л. с. Передвижение по полю осуществлялось с помощью тракторов СТЗ, ХТЗ и «Сталинец» Челябинского тракторного завода. С тракторами «Сталинец» ЧТЗ комбайны работали по 2 в сцепке.
Все они были не приспособлены для уборки влажного хлеба, в связи с этим в 1936 году Люберецкий завод имени Ухтомского приступил к выпуску северного комбайна конструкции советских изобретателей Ю. Я. Анвельта и М. И. Григорьева — СКАГ-5А (северный комбайн Анвельта—Григорьева 5-й модели), который был приспособлен для уборки влажного хлеба на небольших площадях.
| Годы | Производство | МТС   | Совхозах НКСХ |
| ---- | ------------ | ----- | ------------- |
| 1930 | 347          | —     | —             |
| 1931 | 3548         | 7     | 1741          |
| 1932 | 10010        | 109   | 6343          |
| 1933 | 8578         | 2244  | 11886         |
| 1934 | 8289         | 10531 | 13434         |
| 1935 | 20169        | 15207 | 15522         |
| 1936 | 42545        | 29861 | 29900         |
| 1937 | 44000        | 67683 | 33740         |

|  |

Благодаря собственному производству уже к 1935 году зерновые совхозы убирали комбайнами 97,1 % площадей. В уборочную кампанию 1937 года в СССР было уже около 120 тысяч комбайнов, собравших 39,2 % зерновых колосовых, обеспечив тем самым значительное снижение потерь при уборке, которое достигало 25 % при использовании лобогреек, даже несмотря на многочисленные ограничения в работе и наличие конструктивных недостатков.
После Великой Отечественной войны в СССР были произведены крупные научные исследования, существенно обогатившие теорию зерноуборочного комбайна. В частности была детально исследована роль отбойного битера и соломотряса в процессе сепарации зерна, что позволило существенно повысить эффективность работы указанных узлов. Были произведены исследования аэродинамических свойств грубого вороха, что позволило существенно улучшить эффективность очистки зерна. На основании указанных достижений в 60-е годы были разработаны проекты высокопроизводительных (для тех лет) комбайнов типов СК-5 и СК-6.
Первыми самоходными зерноуборочными комбайнами в СССР были С-4, выпуск которых начался в 1947 году. В 1956 году появились самоходные комбайны СК-3, в 1962 году — СК-4, а в 1969 году — СКД-5 «Сибиряк».
С 1970 года заводом «Ростсельмаш» выпускается комбайн СК-5 «Нива», а Таганрогским комбайновым заводом комбайн СК-6-II «Колос».
Российская компания «Cognitive pilot» выпускает комплекты автопилотов для обычных комбайнов и другой сельхозтехники.
Ростсельмаш — российский разработчик и производитель сельскохозяйственной техники с 2021 года производит системы точного змледелия для сельскохозяйственных машин, в том числе системы автоуправления (РСМ Агротроник Пилот 1.0) и систему мониторинга (РСМ Агротроник).
В 2024 году в Тамбовской области начали выпускать беспилотные комбайны.

## Устройство зерноуборочного комбайна
Основные части зерноуборочного комбайна
1Мотовило
2Режущий аппарат
3Шнек
4Наклонная камера с транспортёром
5Камнеуловитель
6Молотильный барабан
7Дека
8Соломотряс
9Транспортная доска
10Вентилятор
11Решето половы
12Колосовое решето
13Колосовый шнек
14Возврат колосков
15Зерновой шнек
16Бункер для зерна
17Измельчитель соломы
18Кабина управления
19Двигатель
20Разгрузочный шнек
21Отбойный битер
Стебли, срезанные режущим аппаратом (2) с помощью мотовила (1) направляются на платформу жатки, где шнек (3) транспортирует срезанную хлебную массу к центру жатки и пальцами, которые имеются в центральной части, проталкивает в наклонную камеру (4), где имеется транспортёр, подающий стебли в приёмную камеру молотилки. В корпусе комбайна перед молотильным барабаном (6) имеется камнеуловитель (5), в который из хлебной массы выпадают камни. Молотильный барабан производит обмолот колосьев, вымолоченное зерно, полова и мелкие примеси просыпаются сквозь деку (7) на транспортирующую решётку (9). Солома и оставшиеся в ней невымолоченные колосья выбрасывается на клавиши соломотряса (8), где за счёт вибрации и возвратно-поступательного движения клавиш, а также их специальной конструкции происходит отделение зерна от соломы которое просыпается на решето (11) (грохот). Вентилятором (10) под решето подаётся воздух для очистки зерна от лёгких примесей, более тяжёлые примеси отделяются за счёт вибрации решета. Солома по соломотрясу поступает в измельчитель (17) или копнитель (на схеме отсутствует, устанавливается вместо измельчителя). Также солома может выкладываться за комбайном в валок без измельчения для последующего её сбора с помощью пресс-подборщиков. Очищенное зерно ссыпается в камеру зернового шнека (15) который подаёт зерно в бункер (16). Недомолоченные колосья по решётке поступают на поддон, по которому они ссыпаются в колосовой шнек (13), возвращающий колосья в молотильный барабан.
Существуют также так называемые роторные комбайны. В них в отличие от классического комбайна вместо молотильного барабана, отбойного битера и соломотряса установлен продольный ротор. Данное решение позволяет увеличить производительность и уменьшить потери зерна, однако требует более мощного двигателя и хуже работает при большой влажности. Наиболее рационально использовать роторные комбайны на полях с большой урожайностью.
Наряду с традиционной жаткой, содержащей режущий аппарат, зерноуборочные комбайны могут быть агрегатированы жатками очёсывающего типа. Это позволяет существенно увеличить производительность комбайна при уборке колосовых и метёлочных зерновых культур при определённых условиях.
Зерновой комбайн модифицируется для работы в различных условиях и под уборку определённых видов зерна. Адаптация может производиться за счёт применения специальных насадок либо выпуском отдельной модели. Для работы на почвах повышенной влажности, в частности, при уборке риса, на комбайне вместо колёсного применяется гусеничный тип шасси. Для повышения производительности, снижения потерь зерна, а также при работе с труднообмолачиваемыми или легкоповреждаемыми культурами, применяются двойные молотильные аппараты, в том числе с различными типами первой и второй молотилок. Основной тип двигателя, применяемый на комбайнах, — дизельный, который обеспечивает как движение, так и работу внутренних систем. Управление рабочими органами осуществляется с помощью гидравлической системы.
Современные комбайны наряду с функцией обмолота зерновых культур, обладают прочной конструкцией, выравнивающей системой для склонов, большой вместимостью бункера для зерна, скоростной разгрузкой и лучшей производительностью. К особенностям современных комбайнов относят повышенный уровень комфорта для пилота-комбайнера: цветной монитор в кабине с возможностью коммуникации с отдельными системами комбайна, управление интенсивной каскадной очисткой, контроль над возвратом, измельчением и широким разбрасыванием соломы и половы несколькими режимами, управление точной подачей топлива, низкий уровень шума в кабине, мощная система охлаждения, полный обзор поля за счёт прозрачных стенок кабины, а также высокоточный датчик урожайности, датчик влажности, создание карт урожайности на основе дифференциальной глобальной системы позиционирования (DGPS), программное обеспечение для настольных систем и услуги по его поддержке, лазерная система SmartSteer™ ведения комбайна на «автопилоте», параллельный проход от ряда к ряду с точностью до 1-2 см, решения для интегрированной системы управления (датчики и регуляторы).

## Комбайн в филателии
- Почтовая марка 1932 год
- Почтовая марка 1941 год
- Почтовая марка, 1946 год. Серия «Послевоенное восстановление и развитие народного хозяйства»: комбайн на уборке урожая
- Почтовая марка, 1951 год
- Почтовая марка, 1956 год
- Почтовая марка СССР 1961 год
- Почтовая марка СССР 1962 год
- Почтовая марка, 1957 год
- Почтовая марка, 1957 год
- Почтовая марка, 1959 года, посвящённая семилетке
- Почтовая марка 1961 года
- Почтовая марка 1961 года, посвящённая XXII съезду КПСС
- Почтовая марка 2015 года Беларусь